# Руби (Аляска)
Руби (англ. Ruby) — город в зоне переписи населения Юкон-Коюкук, штат Аляска, США.

## География
Руби расположен в центральной части Аляски на берегу реки Юкон. Площадь города составляет 19,6 км², открытых водных пространств нет. Город обслуживает одноимённый аэропорт.

## История
В 1906 году в окрестностях реки Руби-Крик было обнаружено золото. В этих местах появились старатели, и в 1911 году они основали поселение, названное по имени этой речки. На протяжении нескольких последующих лет в радиусе до 50 километров от селения обнаруживали всё новые и новые месторождения, в итоге с 1906 по 1960 года в окрестностях Руби было добыто больше 11 тонн жёлтого металла. Там же, на прииске Свифт-Крик, в 1998 году был найден крупнейший золотой самородок Аляски массой 8335 граммов.
13 января 1913 Руби был инкорпорирован. Своё имя, Руби («Рубин»), и город и река получили в связи с ошибкой первопроходцев, которые приняли обнаруженные здесь гранаты за рубины. Спустя буквально 2-3 года после основания в Руби уже жили около 3000 человек, а агломерация составляла около 5000 человек. Улицы были освещены электрическими фонарями, в городе работала телефонная связь, были магазины, почтовое отделение, две лесопилки, несколько гостиниц, передвижной кинотеатр, печатались две газеты — в это время Руби составлял серьёзную конкуренцию самому Фэрбанксу за право считаться центром цивилизации Аляски.
Однако уже к 1918 году Руби начал приходить в упадок: многие мужчины города были отправлены на фронт, несколько десятков семей погибли в один день, 25 октября 1918 года, во время кораблекрушения «Принцессы Софии». В 1929 году случился пожар, уничтоживший многие постройки города, а два года спустя Руби опустошило наводнение. В итоге к 1946 году в городе не осталось ни одного жителя (за время войны были закрыты все шахты), а пустующие дома заняли эскимосы из близлежащей деревни Кокринес. Получив новых жителей, Руби стал плавно развиваться, и в 1973 году получил статус «город 2-го класса» (2nd Class City). В 1970-х годах были построены клиника и школа, в которой по состоянию на 2010 год обучается 31 ученик, в 1980-х проведена телефонная (заново) и телевизионная сеть.

## Демография
Население
- 1939 — 139
- 2000 — 188
- 2007 — 169
- 2010 — 166
- 2011 — 173

Демография
- эскимосы — 88,6 %
- белые — 4,8 %
- азиаты — 0,6 %
- смешанные расы — 6,0 %
- латиноамериканцы (любой расы) — 0,6 %